# Mary Lou McDonald
Mary Lou McDonald (írül: Máire Labhaoise Ní Dhomhnaill, Dublin, 1969. május 1. –) ír politikus, a Sinn Féin elnöke.

## Élete
Dublinban született, 1969. május 1-jén. Házastársa Martin Lanigan, akivel 1996-ban kötöttek házasságot. Két gyermekük van.
2004-ben McDonaldot megválasztották a dublini választási körzetben az Európai Parlamentbe.
Az Egységes Európai Baloldal/Északi Zöld Baloldal frakció tagja volt. Nem választották újra a következő, 2009-es európai választásokon.
2011 óta a central-dublini választókerület képviselője az ír alsóházban.